# Max Roach
Maxwell Lemuel „Max” Roach (ur. 10 stycznia 1924 w Newland w Karolinie Północnej, zm. 16 sierpnia 2007 w Nowym Jorku) – amerykański perkusista i kompozytor jazzowy. Laureat NEA Jazz Masters Award 1984.
Związany był najsilniej z jazzowymi nurtami bebopu i hard bopu. Znany dzięki nagraniom i koncertom z najsłynniejszymi amerykańskimi jazzmenami. Znaleźli się wśród nich m.in.: Dizzy Gillespie, Charlie Parker, Duke Ellington, Charles Mingus, Sonny Rollins i Clifford Brown.
Po początkowym sprzeciwie wobec free jazzu, zaakceptował go i rozpoczął kilkuletnią współpracę z Cecilem Taylorem, tworząc z nim Cecil Taylor-Max Roach Duo.
Max Roach, uważany obok Arthura Blakeya i Kenny’ego Clarke’a za jednego z najlepszych perkusistów gatunku, wywarł olbrzymi wpływ na kształtowanie metody i techniki gry na jazzowej perkusji.